# Caryota zebrina
Caryota zebrina là loài thực vật có hoa thuộc họ Arecaceae. Loài này được Hambali & al. mô tả khoa học đầu tiên năm 2000.